# Service-oriented Computing
Service-oriented Computing (SOC) umfasst verschiedene Techniken und Konzepte zur Erstellung von modularen Software-Lösungen auf Basis von Software-Services. Eine wesentliche Grundlage dieser Konzepte stellen Serviceorientierte Architekturen (SOA) dar. Jedoch schließt SOC darauf aufbauende Lösungen oder Lösungsplattformen (wie z. B. Cloud Computing, Utility Computing …) mit ein.

## Motivation
SOC erweitert die Idee der Kapselung von Funktionen, wie sie im Netzwerk-Bereich auf unteren Funktionsebenen bekannt sind, auf die Ausführung von Software-Systemen als potentiell höherwertigen Diensten, welche die Komponenten des Software-Systems darstellen. Im Gegensatz zur klassischen Software sind die einzelnen Komponenten mit allen Vor- und Nachteilen lose gekoppelt, die Software aber modular, was Vorteile für die Wiederverwendung einzelner Komponenten bedeutet. Das Internet ist im Prinzip eine Menge von Diensten, die über ein Kommunikationsmedium miteinander vernetzt sind. Während im Internet diese Dienste und deren Interaktionen eher statisch sind, werden im Internet der Dienste (Internet of Services), Dienste dynamisch angeboten und genutzt.

## Referenzen
- K. Kontogiannis, G. A. Lewis, D. Smith: Research Agenda for Service-Oriented Architecture, International Conference on Software Engineering, Leipzig, Germany, 2008. (portal.acm.org)